# John Chowning
John M. Chowning (Salem, 22 de agosto de 1934) es un compositor, músico, inventor y profesor estadounidense, conocido por su trabajo en la Universidad Stanford y por su invención de la síntesis de FM mientras trabajaba allí.

## Contribución
John Chowning es conocido por haber descubierto el algoritmo de la síntesis de FM en 1967. En la síntesis de FM (frecuencia modulada), tanto la frecuencia portadora como la frecuencia de modulación se encuentran dentro de la banda audible. En esencia, la amplitud y la frecuencia de una onda sonora modulan la frecuencia de otra onda, lo que produce una nueva forma de onda resultante que puede ser periódica o no periódica, dependiendo de la relación entre las dos frecuencias.
El avance de Chowning permitió timbres sencillos pero ricos, que sintetizan desde golpes de metal y sonidos campaniles y que parecen muy similares a instrumentos de percusión reales. (Chowning es también un experto percusionista).
Pasó seis años convirtiendo su avance en un sistema musicalmente relevante, y finalmente fue capaz de simular un gran número de sonidos musicales, incluyendo la voz cantada.
En 1973, la Universidad de Stanford vendió la licencia de su descubrimiento a la empresa Yamaha (de Japón), con quienes Chowning trabajó para desarrollar una familia de sintetizadores y órganos electrónicos. Esta fue la patente más lucrativa de Stanford, que eclipsó muchas otras en electrónica, informática y biotecnología.
El primer sintetizador digital que incorporó el algoritmo de FM fue el MAD (de 1979, aunque no fue lanzado comercialmente), y el Yamaha GS-1 (lanzado en 1981). Los tecladistas y músicos de todo el mundo ―Chowning incluido― consideraron que era demasiado caro. Dos años después, en 1983, Yamaha hizo su primer éxito comercial: el sintetizador digital Yamaha DX7.

## Primeros años
En 1959, John Chowning se graduó en la Wittenberg University con una Licenciatura en Música. Estudió composición musical durante tres años con Nadia Boulanger en París.
En 1966 recibió un doctorado DMA en la Universidad Stanford.
En 1975 fue el director fundador del CCRMA (Centro de Investigación Informática en Música y Acústica) en la Universidad Stanford.
Chowning también trabajó durante varios años en el IRCAM de París.

## Vida privada
John Chowning se casó con Elisabeth Keller y tuvieron dos hijos, John y Marianne. Tanto John como Marianne tuvieron dos hijos: Jade, Sam, Madeline y Evan.
Chowning se casó en segundas nupcias con Maureen (Doody) Tiernay, con quien tuvo su tercer hijo: James Scott Chowning.

## Composiciones famosas
Una de las obras más famosas de Chowning se llama Stria (de 1977).
El IRCAM (de París) le encargó una obra para la primera serie de conciertos, llamado Perspectivas del siglo XX. Su composición se caracteriza por sus sonidos inarmónicos ―debidos a su famoso algoritmo de FM y al uso del número áureo (1,618034) en la música.
Otras composiciones incluyen famosos Turenas (1972), que fue una de las primeras composiciones electrónicas que generaron la ilusión de que los sonidos se mueven en un espacio de 360°.
Phone (1980-1981) se convirtió en la primera obra que utilizó en poner sobre la síntesis FM voz.

## Composiciones
- 1966: Sabelithe, revisado en 1971.
- 1972: Turenas, para cinta magnetofónica, 10 minutos, inédita.
- 1977: Stria para cinta magnetofónica, 15 min[4]
- 1980-1981: Phoné para cinta magnetofónica, 13 min, inédito.
- 1988: La Nouvelle Atlantide, para recitante, coro mixto y sonidos de síntesis, 1:30 h, inédito.
- 2005: Voices